# Coleophora riffelensis
Coleophora riffelensis is een vlinder uit de familie kokermotten (Coleophoridae). De wetenschappelijke naam is voor het eerst geldig gepubliceerd in 1913 door Rebel.
De soort komt voor in Europa.